# COLO 205
COLO 205（亦稱ATCC CCL-222）是人類結腸癌細胞系，最初於1957年分離自一名70歲的白人男性結腸癌患者的腹水，該患者已接受5-氟尿嘧啶治療數週。有研究指出COLO 205的標記染色體與COLO 201相同，並且發現在COLO 205及COLO 201細胞中出現的等臂染色體5在COLO 206細胞中不存在。目前應用於細胞毒性測定和免疫球蛋白表徵的免疫學研究。

## 外部連結
- Cellosaurus entry for COLO 205（页面存档备份，存于）